# Inglewood, California
Inglewood este un oraș în comitatul Los Angeles, statul federal California, SUA. Orașul este situat la altitudinea de 40 m, ocupă o suprafață de 23,7 km² și avea în anul 2000, 112.580 loc. din care marea majoritate sunt afroamericani.

## Geografie
Inglewood a fost întemeiat în 1834, fiind amplasat în apropiere de Los Angeles, între lanțul munților San-Gabriel (cu vf. Mount San Antonio 3.067 m) și coasta Pacificului. Localități învecinate sunt: Lennox, View Park-Windsor Hills, Hawthorne, Ladera Heights, Del Aire, West Athens, Alondra Park, Gardena și Los Angeles.

## Demografie
Din numărul total al populației în 2000 de ca. 112.580 loc.
- 47,1% aunt afroamericani
- 46% latinoamericani
- 4,1% albi
- 1,14% asiatici
- 0,69% amerindieni
- 0,36% locuitori ai insulelor din Pacific

Media de viață a locuitorilor este de 30 de ani.
- 32,4 % sunt tineri sub 18 ani
- 19,4 % din nr. locuitori trăiesc sub limita sărăciei
- Venitul anual pe cap de locuitor este de 14.776 Dollari

Aceasta explică rata mare al criminalității în anul 2005 au fost: 26 de omoruri, 42 de violuri, 555 de furturi însoțite de violență, 434 persoane au fost atacate, 822 de spargeri, 1.347 de furturi, 922 furturi de mașini și 16 incendieri.

## Personalități marcante
- Bridgette Andersen, actriță și fotomodel
- Bishop Lamont, rapper
- Becky G, actrita, rapper
- Carmen Hayes, actriță porno
- Defari, rapper
- Esther Williams, actriță și sportivă
- Flo Hyman, voleibalist
- Joy Fawcett, fotbalistă
- Mack 10, rapper
- Maureen Flannigan, actriță
- Michael Zaslow, actor, libretist
- Omarion, actor
- Paul Pierce, baschetbalist
- Byron Scott, baschetbalist
- Scott McGregor, baschetbalist
- Tyra Banks, actriță și fotomodel
- Vicki Lawrence, actriță
- Zoot Sims, saxofonist